# Тазліна (Аляска)
Тазліна (англ. Tazlina) — переписна місцевість (CDP) в США, в окрузі Вальдес-Кордова штату Аляска. Населення — 244 особи (2020).

## Географія
Тазліна розташована за координатами 62°3′13″ пн. ш. 145°26′15″ зх. д. / 62.05361° пн. ш. 145.43750° зх. д. (62.053519, -145.437625).  За даними Бюро перепису населення США в 2010 році переписна місцевість мала площу 23,50 км², з яких 21,29 км² — суходіл та 2,21 км² — водойми.

## Демографія
Згідно з переписом 2010 року, у переписній місцевості мешкало 297 осіб у 111 домогосподарстві у складі 77 родин. Густота населення становила 13 осіб/км².  Було 165 помешкань (7/км²).
Расовий склад населення:
| - 55,2 % — білих - 33,7 % — корінних американців - 0,3 % — азіатів |

До двох чи більше рас належало 10,8 %. Частка іспаномовних становила 0,7 % від усіх жителів.
За віковим діапазоном населення розподілялося таким чином: 26,6 % — особи молодші 18 років, 61,6 % — особи у віці 18—64 років, 11,8 % — особи у віці 65 років та старші. Медіана віку мешканця становила 38,5 року. На 100 осіб жіночої статі у переписній місцевості припадало 100,7 чоловіків;  на 100 жінок у віці від 18 років та старших — 98,2 чоловіків також старших 18 років.
Середній дохід на одне домашнє господарство  становив 85 208 доларів США (медіана — 64 688), а середній дохід на одну сім'ю — 89 018 доларів (медіана — 81 250). Медіана доходів становила 61 667 доларів для чоловіків та 38 906 доларів для жінок. За межею бідності перебувало 14,5 % осіб, у тому числі 23,1 % дітей у віці до 18 років та 7,9 % осіб у віці 65 років та старших.
Цивільне працевлаштоване населення становило 152 особи. Основні галузі зайнятості: мистецтво, розваги та відпочинок — 18,4 %, роздрібна торгівля — 12,5 %, будівництво — 12,5 %.